# British Aircraft Corporation
British Aircraft Corporation (BAC) – brytyjski koncern zajmujący się produkcją samolotów. Powstał w 1960 roku w wyniku fuzji zakładów Vickers-Armstrong, English Electric i Bristol. Był reprezentantem Wielkiej Brytanii w międzynarodowych programach Concorde i Jaguar (we współpracy z Francją) oraz Tornado (we współpracy z Niemcami i Włochami). Od roku 1977 wchodzi w skład British Aerospace.

## Historia

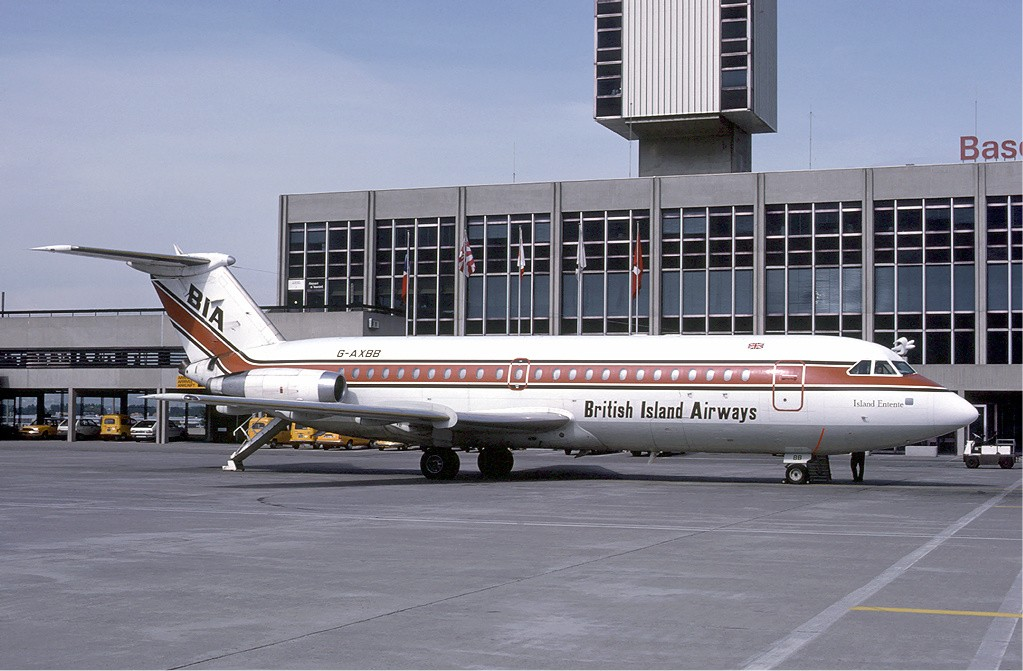
Pasażerski BAC One-Eleven produkcji British Aircraft Corporation

Koncern British Aircraft Corporation (Brytyjska Korporacja Lotnicza) powstał na skutek wymuszonej przez rząd brytyjski konsolidacji prywatnych przedsiębiorstw branży lotniczej. Już od 1957 roku rząd zajmował stanowisko dotyczące potrzeby konsolidacji brytyjskiego rozdrobnionego przemysłu lotniczego dla lepszej konkurencyjności na rynkach zagranicznych, a w maju 1958 ogłosił, że przyszłe kontrakty będą udzielane przedsiębiorstwom brytyjskim, które poddadzą się konsolidacji. W tym czasie jedynym nowy dużym programem wojskowym miał być następca bombowca English Electric Canberra (późniejszy projekt BAC TSR-2) i w styczniu 1959 roku rząd ogłosił, że kontrakt zostanie przyznany spółce Vickers-Armstrongs, a jego podwykonawcą ma być English Electric, co skłoniło oba przedsiębiorstwa do współpracy. Nawiązały one ponadto współpracę ze spółką Bristol Aeroplane Company i w czerwcu 1960 roku został powołany koncern British Aircraft Corporation, do którego przeniesiono działy lotnicze poszczególnych niezależnych spółek. Po 40% udziałów miały w nim Vickers-Armstrongs i English Electric, a 20% – Bristol. Część dotychczasowych projektów była kontynuowana jednak przez poszczególne spółki, jak Vickers VC10, który rozliczał finansowo Vickers-Armstrongs, a jedynie zlecał produkcję samolotu BAC. Koncern BAC następnie kupił przedsiębiorstwo Hunting Aircraft. 
W 1977 roku koncern BAC został znacjonalizowany przez nowy rząd Partii Pracy, tworząc koncern British Aerospace, wraz z Hawker Siddeley i Scottish Aviation.